# Vladimír Lučan
Vladimír Lučan (* 4. června 1977 Zlín) je bývalý český reprezentant v orientačním běhu. Mezi jeho největší úspěchy patří stříbrná medaile ze závodu štafet z Mistrovství Evropy 2000 a zlatá medaile ze štafet z juniorského mistrovství světa 1996 v Rumunsku.
V dospělosti byl členem klubů orientačního běhu USK Praha a Dukla Liberec, v současnosti je členem OK Lokomotiva Pardubice. Ve Skandinávii startoval za finský klubu Tampereen Pyrintö.
S manželkou Martou Lučanovou mají tři syny (narození 2009, 2011 a 2014).

## Sportovní kariéra

### Umístění na MS a ME
| Přehled úspěchů na Mistrovství světa | Přehled úspěchů na Mistrovství světa | Přehled úspěchů na Mistrovství světa | Přehled úspěchů na Mistrovství světa | Přehled úspěchů na Mistrovství světa |
| Mistrovství světa                    | Sprint                               | Middle                               | Long                                 | Štafety                              |
| ------------------------------------ | ------------------------------------ | ------------------------------------ | ------------------------------------ | ------------------------------------ |
| Tampere 2001                         | 23. místo                            | 18. místo                            | 29. místo                            | X                                    |
| Jona 2003                            | X                                    | X                                    | 23. místo                            | X                                    |
| Västerås 2004                        | X                                    | Q18. místo                           | X                                    | X                                    |
| Århus 2006                           | X                                    | 19. místo                            | X                                    | 5. místo                             |
| Olomouc 2008                         | X                                    | X                                    | 29. místo                            | X                                    |

| Přehled úspěchů na Mistrovství Evropy | Přehled úspěchů na Mistrovství Evropy | Přehled úspěchů na Mistrovství Evropy | Přehled úspěchů na Mistrovství Evropy | Přehled úspěchů na Mistrovství Evropy |
| Mistrovství Evropy                    | Sprint                                | Middle                                | Long                                  | Štafety                               |
| ------------------------------------- | ------------------------------------- | ------------------------------------- | ------------------------------------- | ------------------------------------- |
| Truskavec 2000                        | X                                     | X                                     | DSQ                                   | 2. místo                              |
| Røskilde 2004                         | X                                     | 20. místo                             | X                                     | 7. místo                              |
| Otepää 2006                           | X                                     | 28. místo                             | X                                     | 4. místo                              |
| Ventspils 2008                        | B32. místo                            | 37. místo                             | 14. místo                             | 21. místo                             |

| Přehled úspěchů na Mistrovství světa juniorů | Přehled úspěchů na Mistrovství světa juniorů | Přehled úspěchů na Mistrovství světa juniorů | Přehled úspěchů na Mistrovství světa juniorů | Přehled úspěchů na Mistrovství světa juniorů |
| Mistrovství světa juniorů                    | Sprint                                       | Middle                                       | Long                                         | Štafety                                      |
| -------------------------------------------- | -------------------------------------------- | -------------------------------------------- | -------------------------------------------- | -------------------------------------------- |
| Govora 1996                                  | X                                            | 111. místo                                   | 7. místo                                     | 1. místo                                     |
| Leopoldsburg 1997                            | X                                            | 11. místo                                    | 2. místo                                     | 2. místo                                     |

### Umístění na MČR
| Umístění na Mistrovství České republiky v orientačním běhu | Umístění na Mistrovství České republiky v orientačním běhu | Umístění na Mistrovství České republiky v orientačním běhu | Umístění na Mistrovství České republiky v orientačním běhu | Umístění na Mistrovství České republiky v orientačním běhu | Umístění na Mistrovství České republiky v orientačním běhu | Umístění na Mistrovství České republiky v orientačním běhu | Umístění na Mistrovství České republiky v orientačním běhu | Umístění na Mistrovství České republiky v orientačním běhu | Umístění na Mistrovství České republiky v orientačním běhu | Umístění na Mistrovství České republiky v orientačním běhu | Umístění na Mistrovství České republiky v orientačním běhu |
| Ročník                                                     | Kategorie                                                  | Klasická                                                   | Krátká                                                     | Sprint                                                     | Dlouhá                                                     | Noční                                                      | Ranking                                                    | Členství v klubu                                           | Štafety                                                    | Kluby                                                      |                                                            |
| ---------------------------------------------------------- | ---------------------------------------------------------- | ---------------------------------------------------------- | ---------------------------------------------------------- | ---------------------------------------------------------- | ---------------------------------------------------------- | ---------------------------------------------------------- | ---------------------------------------------------------- | ---------------------------------------------------------- | ---------------------------------------------------------- | ---------------------------------------------------------- | ---------------------------------------------------------- |
| MČR 1992                                                   | H15 – mladší dorostenci                                    | 14. místo                                                  |                                                            |                                                            |                                                            |                                                            |                                                            | TJ Sokol JZD Slušovice                                     |                                                            |                                                            |                                                            |
| MČR 1992                                                   | H15 (17) – dorostenci                                      |                                                            | 15. místo                                                  |                                                            |                                                            |                                                            |                                                            | TJ Sokol JZD Slušovice                                     |                                                            |                                                            |                                                            |
| MČR 1993                                                   | H16 – mladší dorostenci                                    | 4. místo                                                   | 10. místo                                                  |                                                            |                                                            |                                                            |                                                            | TJ Fryšták                                                 |                                                            |                                                            |                                                            |
| MČR 1994                                                   | H18 – starší dorostenci                                    |                                                            |                                                            |                                                            |                                                            | 2. místo                                                   |                                                            | TJ Fryšták                                                 |                                                            |                                                            |                                                            |
| MČR 1995                                                   | H18 – starší dorostenci                                    | 1. místo                                                   | 1. místo                                                   |                                                            | 2. místo                                                   | 6. místo                                                   |                                                            | Sportcentrum Jičín                                         | 2. místo                                                   | 1. místo                                                   |                                                            |
| MČR 1996                                                   | H20 – junioři                                              | 2. místo                                                   | 4. místo                                                   |                                                            | 5. místo                                                   | 1. místo                                                   |                                                            | Sportcentrum Jičín                                         |                                                            |                                                            |                                                            |
| MČR 1996                                                   | H21 – muži                                                 |                                                            |                                                            |                                                            |                                                            |                                                            |                                                            | Sportcentrum Jičín                                         | 7. místo                                                   | 8. místo                                                   |                                                            |
| MČR 1997                                                   | H20 – junioři                                              | 2. místo                                                   | 5. místo                                                   |                                                            | 1. místo                                                   |                                                            |                                                            | USK Praha                                                  |                                                            |                                                            |                                                            |
| MČR 1997                                                   | H21 – muži                                                 |                                                            |                                                            |                                                            |                                                            |                                                            |                                                            | USK Praha                                                  | 10. místo                                                  | 3. místo                                                   |                                                            |
| MČR 1998                                                   | H21 – muži                                                 |                                                            |                                                            |                                                            |                                                            |                                                            |                                                            | USK Praha                                                  |                                                            | 1. místo                                                   |                                                            |
| MČR 1999                                                   | H21 – muži                                                 | disk                                                       | 4. místo                                                   |                                                            |                                                            |                                                            | 15. místo                                                  | USK Praha                                                  | 4. místo                                                   | 1. místo                                                   |                                                            |
| MČR 2000                                                   | H21 – muži                                                 | 6. místo                                                   |                                                            |                                                            |                                                            |                                                            | 7. místo                                                   | USK Praha                                                  | 2. místo                                                   | 2. místo                                                   |                                                            |
| MČR 2001                                                   | H21 – muži                                                 |                                                            |                                                            |                                                            |                                                            |                                                            | 754. místo                                                 | USK Praha                                                  |                                                            |                                                            |                                                            |
| MČR 2002                                                   | H21 – muži                                                 |                                                            |                                                            |                                                            |                                                            |                                                            | 716. místo                                                 | USK Praha                                                  |                                                            |                                                            |                                                            |
| MČR 2003                                                   | H21 – muži                                                 | 5. místo                                                   |                                                            |                                                            |                                                            |                                                            | 13. místo                                                  | USK Praha                                                  |                                                            |                                                            |                                                            |
| MČR 2004                                                   | H21 – muži                                                 |                                                            |                                                            |                                                            | 2. místo                                                   | 1. místo                                                   | 177. místo                                                 | Dukla Liberec                                              | 7. místo                                                   |                                                            |                                                            |
| MČR 2004                                                   | H21 – muži                                                 |                                                            |                                                            |                                                            |                                                            |                                                            |                                                            | OK Lokomotiva Pardubice                                    |                                                            | 6. místo                                                   |                                                            |
| MČR 2005                                                   | H21 – muži                                                 | 4. místo                                                   |                                                            | 2. místo                                                   |                                                            | disk                                                       | 3. místo                                                   | OK Lokomotiva Pardubice                                    | 8. místo                                                   | 1. místo                                                   |                                                            |
| MČR 2006                                                   | H21 – muži                                                 | 5. místo                                                   |                                                            |                                                            |                                                            | 6. místo                                                   | 38. místo                                                  | OK Lokomotiva Pardubice                                    | 2. místo                                                   | 2. místo                                                   |                                                            |
| MČR 2007                                                   | H21 – muži                                                 | 9. místo                                                   | 18. místo                                                  | 16. místo                                                  |                                                            | 10. místo                                                  | 32. místo                                                  | OK Lokomotiva Pardubice                                    | disk                                                       | 1. místo                                                   |                                                            |
| MČR 2008                                                   | H21 – muži                                                 |                                                            | 4. místo                                                   | 3. místo                                                   | 2. místo                                                   |                                                            | 6. místo                                                   | OK Lokomotiva Pardubice                                    | 28. místo                                                  | 4. místo                                                   |                                                            |
| MČR 2009                                                   | H21 – muži                                                 |                                                            |                                                            |                                                            |                                                            |                                                            | 504. místo                                                 | OK Lokomotiva Pardubice                                    | 8. místo                                                   | 1. místo                                                   |                                                            |
| MČR 2010                                                   | H21 – muži                                                 | 4. místo                                                   | disk                                                       |                                                            | 5. místo                                                   | 6. místo                                                   | 7. místo                                                   | OK Lokomotiva Pardubice                                    | 8. místo                                                   | 5. místo                                                   |                                                            |
| MČR 2011                                                   | H21 – muži                                                 |                                                            |                                                            |                                                            |                                                            | 4. místo                                                   | 345. místo                                                 | OK Lokomotiva Pardubice                                    |                                                            | 19. místo                                                  |                                                            |
| MČR 2012                                                   | H21 – muži                                                 | 37. místo                                                  |                                                            |                                                            |                                                            | 192. místo                                                 | OK Lokomotiva Pardubice                                    |                                                            | 8. místo                                                   |                                                            |                                                            |
| MČR 2013                                                   | H21 – muži                                                 | 32. místo                                                  |                                                            |                                                            |                                                            | 677. místo                                                 | OK Lokomotiva Pardubice                                    | 14. místo                                                  | 6. místo                                                   |                                                            |                                                            |
| MČR 2014                                                   | H21 – muži                                                 | 27. místo                                                  | 17. místo                                                  |                                                            |                                                            | 38. místo                                                  | OK Lokomotiva Pardubice                                    | 17. místo                                                  | 6. místo                                                   |                                                            |                                                            |
| MČR 2016                                                   | H21 – muži                                                 |                                                            | 76. místo                                                  |                                                            |                                                            | 475. místo                                                 | OK Lokomotiva Pardubice                                    |                                                            |                                                            |                                                            |                                                            |